# Pascale Paradis-Mangon
Pascale Paradis-Mangon (ur. 24 kwietnia 1966 w Troyes) – francuska tenisistka, mistrzyni świata juniorów w singlu z 1983.
W 1988 dostała się do ćwierćfinału Wimbledonu, gdzie przegrała z Niemką Steffi Graf. Najwyższą pozycję w rankingu WTA odnotowała w 1988, zajmując 20. miejsce. W ciągu swojej kariery wygrała dwa turnieje WTA w grze podwójnej. Karierę zakończyła w 1993 z bilansem 204 wygranych i 192 przegranych w singlu. Na kortach zarobiła łącznie 584 979 dolarów.